# 春琴抄 お琴と佐助
『春琴抄 お琴と佐助』（しゅんきんしょう おこととさすけ）は、1935年（昭和10年）6月15日公開の日本映画である。松竹キネマ製作・配給。監督は島津保次郎。モノクロ、スタンダード、110分。
谷崎潤一郎の中編小説『春琴抄』の最初の映画化作品である。当時の人気スターである田中絹代と高田浩吉の主演ということもあり、封切り2週続映の大ヒットを記録したが、島津の演出は、所詮谷崎文学に肉薄し得ずと評され、批評家の北川冬彦と島津の間に激しい論戦が交わされた。第12回キネマ旬報ベスト・テン第3位。

## スタッフ
- 監督・脚色：島津保次郎
- 原作：谷崎潤一郎
- 台詞監修：小野金次郎
- 考証・舞台装置：小村雪岱
- 筆曲作曲・演奏：今井慶松
- 撮影：桑原昴
- 美術監督：脇田世根一
- 助監督：豊田四郎、吉村公三郎、佐藤武
- 撮影助手：木下惠介

## キャスト
- 春琴：田中絹代
- 佐助：高田浩吉
- 利太郎：斎藤達雄
- 安左衛門：藤野秀夫
- しげ女：葛城文子
- 正木吉：坂本武
- 春松検校：上山草人
- 加平：水島亮太郎
- ならず者の親父：武田春郎
- 直吉：磯野秋雄
- 店員：小藤田正一
- 貞造：河村黎吉
- お楽：松井潤子
- お梅：雲井つる子
- 琴の姉：坪内美子
- 医者：野寺正一
- 春琴の弟子：大塚君代
- 春琴の弟子：小桜葉子
- 美子：村瀬幸子
- 若旦那：小林十九二
- 若旦那：大山健二
- 若旦那：山内光
- ならず者の娘：小栗寿々子
- 芸者：吉川満子
- 検校の弟子：久原良子
- 酒井啓之輔
- 幇間：日守新一
- 芸者：若葉信子
- 高松栄子
- 芸者：忍節子
- 芸者：高杉早苗
- もづ屋の女中：二葉かほる
- 店員：石山龍児
- 芸者：若水絹子
- 堺一三
- 青山万里子